# Thomas Addis
Thomas Addis (Edimburgo, 27 luglio 1881 – Los Angeles, 4 giugno 1949) è stato un medico e scienziato scozzese.

## Biografia
La figura di Thomas Addis, per quanto poco nota, può essere considerata quella del padre della nefrologia moderna, o quanto meno, quella di un pioniere in questo campo medico. Nato il 27 luglio, ad Edimburgo, nel 1881, figlio di Thomas Chalmers Addis, un pastore presbiteriano, e Cornelia Beers Campbell; si laurea con successo nel 1905 e viene abilitato alla professione medica nel 1908, presso la Università di Edimburgo. Nei prima anni di carriera medica, egli esercitò la professione come assistente clinico nel dipartimento della Royal Infirmary of Edinburgh e presso il Leith Hospital. Non possiamo identificare Thomas Addis, unicamente come medico, poiché egli si dedicò sempre all' attività di ricerca e di laboratorio, infatti negli anni a seguire, dal 1908, venne coinvolto nel Carniege Trusts for the Universities of Scotland; un progetto promosso da un filantropo e industriale, di origini scozzesi: Andrew Carnegie, il quale instaurò nel 1901 una linea di scambio culturale con i poli di ricerca tedeschi, all'epoca considerati i più moderni, e con la quale egli finanziava e supportava la ricerca nelle università scozzesi. In questo lasso di tempo, (ovvero fra il 1908 ed il 1910) il dottor Addis concentrò il suo lavoro sull' “emofilia” e sulla differente coagualazione che essa provoca, studiando non solo in Scozia, ma anche a Berlino e Heidelberg, ricevendo una solida formazione in campo chimico e nelle tecniche di laboratorio. Non solo, Addis lavorò anche nei laboratori del Royal College of Physician di Edimburgo.
Questo tipo di formazione saranno il suo biglietto di sola andata per l'avvio di una nuova carriera negli Stati Uniti. Ray Lyman Wilbur (1875-1949), preside dell'Università di Stanford nel 1911, probabilmente a conoscenza del progetto, decise di inviare un telegramma proprio a Edimburgo, pensando che:
Il giovane medico scozzese accettò e nello stesso anno si trasferì a San Francisco (l' Università di Stanford si stabilirà a Palo Alto, attuale locazione, solo nel 1959). Non sappiamo la motivazione che lo spinse ad accettare, ma più là nella sua vita scriverà al dottor Wilbur:
Inizialmente, il dottor Addis continuò nel seguire il filone di studi che si interessava all'ematologia, seguiva a livello clinico pazienti diabetici e, con la collaborazione del dottor Wilbur portò avanti la ricerca di laboratorio, inerente all' importanza della bilirubina nel metabolismo.
Nel 1913 sposò Elesa Bolton Partridge, una dietista, dalla quale ebbe due figlie, Elesa e Jean; quest'ultima seguì le orme del padre come ricercatrice nel campo medico. Nel 1917 Thomas Addis ricevette la cittadinanza americana.
In quegli anni, il suo intessere si spostò sulla nefrologia, di cui possiamo certamente dire, egli fu pioniere.
Sia il dottor Wilbur, sia il dottor William Ophulus, professore di patologia medica alla Stanford, lo iniziarono all'osservazione delle malattie renali, che nel periodo di attività del giovane dottore, venivano considerate un promettente campo di ricerca; ma la vera svolta in questo senso, avvenne nel 1928, quando ricevette un'opportunità di lavoro da parte di Simon Flexner, preside del Rockefeller Institute for Medical Research di New York, uno dei centri che negli Stati Uniti stava ricevendo sempre più consensi e considerazione, soprattutto grazie al fatto che, nel 1912, in uno dei suoi laboratori Alexis Carrel, compì gli studi che lo porteranno a vincere il Nobel per la medicina come primo medico in assoluto ad aver effettuato le sue ricerche su suolo americano.
A New York, il dottor Addis spese un anno della sua carriera in collaborazione con il dottor Van Slyke, a proposito di una di quelle che era una delle patologie più studiate: la malattia di Bright o nefrite.
Il 1929 fu l'anno in cui si esaurì questa collaborazione, proprio per decisione del dottor Addis, il quale scrisse a Rufus Cole, nel 1930, che nonostante quell' anno fosse stato
egli dovette declinare per un solo motivo:
Sostanzialmente, quindi, egli decise di tornare a San Francisco per seguire gli effetti a lungo termine della ricerca da lui iniziata, che lo renderanno autore o coautore di più di 130 pagine di pubblicazione scientifica e diversi libri, ma soprattutto dei pazienti che aveva lasciato lì. Trascorrerà tutta la vita alla Stanford, alternando l'attività di laboratorio con l'attività clinica, facendo di lui, innanzitutto un medico dotato di una grande empatia e di un notevole occhio clinico.
Nel 1948 collaborò con la dottoressa internista Jessie Marmorston, ma brevemente poiché nel 1949 sopraggiunse la sua morte, al Institute for Medical Research of the Cedars del Lebanon Hospital di Los Angeles..

## Medico e ricercatore: la nefrite e la sua cura
La formazione professionale del dottor Addis spaziava dal campo clinico a quello prettamente tecnico: egli era, in modo ambivalente, sia un medico sia un ricercatore. Si distinse sia nel campo dell'ematologia, sia nel campo nefrologico, focalizzando l'attenzione delle sue ricerche sempre sul metodo di indagine diagnostico.
Dopo l'abilitazione alla professione, nel 1908, infatti, egli divenne un associato del Royal College of Physicians di Edimburgo, uno dei maggiori centri britannici di ricerca medica. Supportato ulteriormente dal Carniege Trusts, ricevette la possibilità, nel 1909 di recarsi presso i laboratori di Berlino ed Heidelberg, nei quali venne seguito dal dottor E.L. Salkowsy nell'apprendimento dell'analisi delle urine, mentre, nello studio dell'emofilia (principalmente a Heidelberg), venne seguito dal dottor Ludolph Von Krehl, il quale era ritenuto, una vera e propria autorità dell'ematologia. La conquista medica che lo porrà in ottima luce nel panorama medico, sarà al suo ritorno ad Edimburgo, quando concluse che la causa scatenante dell'emofilia, è “un difetto anatomico nella molecola di protropina”, divenendo il primo a monitorare il tempo di coagulazione del sangue non coagulato, trasfuso nei soggetti emofiliaci, come parametro di analisi della suddetta malattia.
Questo espediente lo renderà notabile nell'ambiente medico, ed uno dei maggiori ricercatori tanto da procurargli un posto all'Università di Stanford.
Nel 1911, reclutato dal dottor Ray Lyman, iniziò la sua carriera concernente i disturbi metabolici, all'epoca molto diffusi, quali l'ittero, il diabete e tutti i disturbi cronici del rene, ma il risultato che rivoluzionerà la nefrologia moderna, ovvero la scoperta dell' “urea ratio”, empiricamente descritta dalla formula
{\displaystyle R(ratio)=UV/B}
(dove B sta per la concentrazione nel sangue di una data sostanza, U è la concentrazione della medesima sostanza nelle urine, e V rappresenta la misura volumetrica del campione di urina analizzato). Essa descrive la formula matematica e concettuale della clearance renale, tramite la raccolta delle urine del paziente e la conta degli eritrociti, leucociti e dei cilindri la cui presenza è sintomo di nefropatia. Nonostante egli preferisse chiamarla “urea ratio”, poiché basata su un metodo empirico e sul coefficiente di Leon Ambar's:
{\displaystyle B^{2}=(UQ/{\sqrt {(}}Q)}
(dove B sta per la concentrazione nel sangue di una data sostanza, U è la concentrazione della medesima sostanza nelle urine e Q è la quantità di urine nell'unità di tempo scelta).
Per l'appunto, da un punto di vista fisiologico, come gli fece notare un suo collega George D.Bannet (1876-1962) egli aveva scoperto che descriveva la funzionalità, per cui in molti, soprattutto fra fisiologi, adottarono il termine clearance. La conta di Addis, però trovò poco applicazione pratica a causa soprattutto del fatto che le urine venivano raccolte in un arco di tempo di 12 ore, la notte principalmente, quando invece, una stima efficace della clearance è apprezzabile in un arco di una, due ore al microsopio, e per di più a causa dell'ambiente acido, nel quale rimanevano i sedimenti, i risultati avevano un'altissima variabilità (ad esempio la concentrazione di eritrociti nei risultati di Addis subiva variazioni da 0 a 425 000). In questi anni, la sua autorità come nefrologo crebbe, studiando i casi di ipertrofia e disfunzioni renali, comprendendo che l'ipertrofia era legata ad un sovraccarico dei nefroni, parlando nel  Glomerular Nephritis di lavoro osmotico del rene.
Durante il suo periodo di collaborazione al Rockefeller Institute for Medical Research, nel 1929, egli si iniziò a preoccuparsi principalmente di quello che era conosciuto come il morbo di Bright, la nefrite, della quale diede una visione rivoluzionaria, tanto nella sua analisi, quanto nella terapia. In precedenza, il testo che rappresentava il massimo grado di informazione a proposito della suddetta malattia era il  Die Brightsche Nierenkrankeit di Franz Volhard(1872-1950) e Theodor Fahr(1877-1945), nel quale l'approccio alla malattia era propriamente anatomica, piuttosto che fisiologico, ed era anche apprezzato da Addis, tant'è che dedicherà diverse righe nella prefazione del suo libro "The Renal Lesion into Bright's Disease", scritto a quattro mani con Jean Oliver, ma descriveva la nefrite come eziologicamente legata a diversi fattori, ma non riusciva a tracciare in modo definito i casi nei quali si presentava il sintomo dell'amilosi, quindi sosteneva una teoria con diversi punti oscuri. Al contrario, le analisi fatte con il metodo della conta di Addis aveva evidenziato che la natura della patologia era ben diversa, addirittura triplice. Scrive in " A clinical classification of Bright's disease"
Il lavoro del dottor Addis descrisse, essenzialmente, tre varianti di malattia di Bright, il quale si suddivideva in
- Glomerulonefrite o Nefrite emorragica[7] che venne studiata negli stadi di iniziale, attiva, latente, di convalescenza e terminale, caratterizzata da un concentrazione nella conta di eritrociti, particolarmente elevata e determinata da una infezione di streptococchi dei nefroni
- Nefrite degenerativa[7] la cui gravità dipendeva dalla lesioni interne dei nefroni, poteva essere di natura settica o tossica e causa un aumento delle cellule epiteliali nella conta
- Nefrite arteriosclerotica[7] che incide molto più frequentemente rispetto alle altre due variazioni, la quale aveva un riscontro unicamente istologico, caratterizzato da un tessuto vascolare debole, fibrosi interstiziale ed ipertensione arteriosa.

Per l'epoca, tutte queste categorie erano per lo più incurabili, ma egli apportò due grandi modifiche nell'approccio alla malattia, che ad oggi costituiscono una vera e propria eredità per la nefrologia moderna. Innanzitutto, negli anni '40 introdusse un metodo di analisi basata sulla colorazione del plasma del paziente, per mezzo di vie di contrasto quali la creatinina, contrasti alcalini; in modo tale che prima di procedere con la prassi nefrologica, il personale infermieristico o paramedico, potesse già vedere se era in corso nel paziente una nefropatia, ovviamente nei limiti di veridicità e sensibilità del test.
Successivamente, dopo la pubblicazione del trattato  The Renal Lesion in Bright's Disease, nel quale illustrava la patologia, riportando anche autopsie e casi clinici da lui seguiti, il dottor Thomas Addis si concentrò sulla cura, che ben presto capì non essere un processo a breve termine, bensì longevo quanto il paziente.
La terapia con la quale si trattava la nefrite, coinvolgeva due campi della medicina, ambedue emergenti e destinati a modificare da medicina moderna: il campo nefrologico, per ovvie motivazione, ed il campo dietistico, poiché un basso profilo proteico, il divieto di sale ed un consumo abbondante di acqua nella dieta del paziente, ne avrebbe garantito una decrescita dell'attività del rene, quindi minor lavoro per l'organo. Inoltre, il riposo era un altro fattore di guarigione essenziale, poiché egli era convinto che l'eccessivo stress, non solo fisico, ma anche mentale, influenzava la produzione di urina. La sperimentazione di questa prassi venne fatta su cavie, le quali confermarono ben presto il brillante risultato del medico scozzese. Nei suoi quasi 38 anni di carriera, moltissimi pazienti vennero trattati con la terapia di Addis, garantendo loro una maggiore longevità. La formazione sul campo di Addis, divenne dunque anche dietistica, probabilmente, aiutato dalla moglie Elesa, la quale era proprio una dietologa.
Per lui, dunque, la terapia coinvolgeva più di uno specialista: un nefrologo per l'evidente localizzazione della malattia, un dietologo, il quale avrebbe dovuto calibrare il nuovo regime alimentare del paziente nefropatico, il tecnico di laboratorio ed il personale infermieristico, fino ad allora considerati sempre secondari e di relativa importanza nell'attività clinica.
Sostanzialmente, dunque, Thomas Addis fu fra i primi ad applicare ad una patologia, e particolarmente una cronica, il concetto di terapia comparata, dove più specialisti, personale infermieristico e tecnico cooperavano in modo da fornire il massimo beneficio al paziente, con lo spirito di collaborazione del "group", concetto che sempre sosterrà e incarnerà l'operato del medico.

## Laboratorio e clinica: teoria e pratica
Il gruppo di lavoro del laboratorio del dottor Addis e la sua organizzazione rispecchiava molto bene il suo pensiero politico. Durante l'ora di pranzo una volta disse che il suo laboratorio, il suo "gruppo"(termine che viene più volte puntualizzato da Addis) era organizzato in modo centralista e democratico, in modo ossimorico. Le ricerche venivano organizzate, discusse ed applicate rispettando il parere di tutti, senza distinzione alcuna, men che meno razziale, poiché i collaboratori più stretti di Addis furono quattro cinesi: Lee Poo, William Lew, D.W. Yuen e D.D.Lee. Il dottor Addis sosteneva ed esigeva di avere collaboratori di altre nazionalità, in particolare asiatica, poiché riteneva che gli Stati Uniti sottovalutassero le altre culture. Egli riceveva grande supporto dal gruppo, entusiasta e tecnicamente molto preparato, il quale spesso viene menzionato e condivide la copertina delle sue pubblicazione; cosa molto rara all'epoca, poiché la supremazia dell'osservazione clinica sull'osservazione dei laboratori, sembrava ancora essere notevole, ma proprio in quegli anni, una rivoluzione in questo senso stava avvenendo.
È piuttosto difficile associare la figura di Addis, ad una determinata fazione politica, o ad un determinato settore politico, nonostante egli avesse una forte simpatia per il comunismo internazionale ed i suoi obiettivi, ma probabilmente, a causa della sua educazione religiosa, trasmessagli dal padre, lo potremmo più riconoscere nella figura di eccentrico attivista, "di larghe vedute, di una incredibile onestà, gentile con tutti e preso da una nobile concezione filosofica". Infatti, questa concezione era quella della missione, ovvero dell'infaticabilità e della convinzione che dovevano animare lo scienziato ed anche la carità e la collaborazione che devono coinvolgere l'agire dell'uomo, proprio in sintonia con il suo profondo credo calvinista.

## Opere (selezione)
- Addis T.The Renal Lesion in Bright's Disease (1931)
- Addis T. A clinicl classification of Bright's disease (1925)
- Addis T. Glomerular Nephritis: Diagnosis and Treatment (1948)
- Addis T. Protein restriction in Bright's Disease (1922)
- Addis T. Lew W.Diet and death in acute uremia (1939)
- Addis T. Persike E. Food protein consumption in glomerulonephritis (1948)
- Addis T. The osmotic work of the kidney and the treatment of glomerular nephritis (1940)
- Addis T. Lew W. The restoration of lost organ tissue (1940)